# Shine On You Crazy Diamond
Shine On You Crazy Diamond ist ein neunteiliger Rocksong der britischen Band Pink Floyd. Das Stück wurde 1975 auf dem Album Wish You Were Here veröffentlicht. Die Musik stammt von Richard Wright, Roger Waters und David Gilmour, der Text von Roger Waters.

## Entstehung
Gilmour fand beim Improvisieren die Tonfolge (B, F, G, e), die später Teil zwei des Songs wurde. Dieses Syd’s Theme bezeichnete die Band später als Startschuss für die Komposition des Albums Wish You Were Here.
Die ersten Versionen des Liedes wurden bereits 1974 interpretiert und waren die einzigen Aufführungen, in denen alle Teile ohne Unterbrechung gespielt wurden. 1975 schob man Have a Cigar auf den Konzerten ein.

## Aufnahme
Die Aufnahmen erfolgten von Januar bis Juli 1975 in den Abbey Road Studios in London. Der Song sollte zu Anfang der Aufnahmen eine Seite der Schallplatte einnehmen. Schließlich wurde er, auf Wunsch von Waters, als Suite in zwei Teile aufgeteilt, die den Anfang und das Ende des Albums bilden. Die Teile eins bis fünf stehen im für die Rockmusik eher seltenen 6/8-Takt.
Die Band beurteilte die erste Aufnahme als misslungen, also wurde nach einigen Tagen eine neue Aufnahme gemacht. Als diese Aufnahme zur Hälfte fertig war, bemerkte man, dass irrtümlich zwei Spuren mit einem Echo versehen worden waren, die somit wertlos wurden; die Arbeit musste erneut von vorne beginnen.

## Teile
Der erste Teil des Stückes ist de facto das Stück Wine Glasses, das 1974 im Rahmen des Household Objects-Projekt entstanden und aufgenommen wurde. Auf einem Klangteppich aus Weinglastönen und einem Arp Solina String Ensemble spielen Wright und Gilmour jeweils ein Solo. Teil zwei ist eine Improvisation auf Basis der vier Töne B, F, G und E, die in einem Gitarrensolo mündet. Im dritten Teil spielt Richard Wright ein Solo auf seinem Moog Minimoog, anschließend wieder Gilmour auf der E-Gitarre. Im vierten Teil singt Waters die ersten beiden Strophen. Nach dem fünften Teil des Liedes, das ein Saxophonsolo von Dick Parry enthält, beginnt nahtlos das nächste Lied des Albums, Welcome to the Machine.
Der sechste Teil von Shine On You Crazy Diamond beginnt mit synthetischem Wind, erzeugt durch einen EMS VCS 3, wie er auch am Schluss vom Titellied des Albums zu hören ist. Es folgt ein Intro auf einem E-Bass, das an One of These Days erinnert. Danach spielen Gilmour und Wright weitere Soli. Der siebte Teil ist wieder dem Gesang von Waters gewidmet. Im achten und neunten Teil herrscht Wright mit seinen Tasteninstrumenten vor, während Gilmour immer mehr an Präsenz verliert. Das Stück endet in einem G-Dur Akkord.

## Songtext
Shine On You Crazy Diamond ist ein Tribut an das frühere Bandmitglied Syd Barrett. Der Mitgründer von Pink Floyd hatte die Band 1968 aufgrund psychischer Störungen verlassen müssen. Texte wie „Remember when you were young?/You shone like the sun (Erinnerst du dich, als du jung warst? / Du leuchtetest wie die Sonne)“ gefolgt von Zeilen wie „Now there’s a look in your eyes/Like black holes in the Sky (Jetzt ist ein Blick in deinen Augen / Wie schwarze Löcher im Himmel)“ behandeln das geistige Zerbrechen des einst so fröhlichen und kreativen jungen Mannes. Damit fügt sich der Song textlich in eine Reihe von Werken ein, die dieses Thema mehr oder weniger direkt behandeln, so mit loserem Bezug das gesamte Album The Dark Side of the Moon und mit speziellerem Bezug das Album The Wall.
Als das Stück in den Abbey Road Studios abgemischt wurde, fand sich am 5. Juni unangemeldet Barrett ein, dessen Schicksal Waters zum Text des Songs inspiriert hatte. Die Band hatte ihn seit Jahren nicht gesehen. Er hatte stark zugenommen und wirkte verwirrt, sodass man ihn zunächst nicht wiedererkannte. Als die Bandmitglieder ihn erkannten, waren sie über den Zustand Barrets schockiert.

## Musiker
- Roger Waters – Bassgitarre, Leadgesang, zusätzlicher Gitarrenpart im Part 8
- David Gilmour – Fender Stratocaster, Hintergrundgesang, Lap Steel Guitar im Part 6, zusätzliche Bassgitarre im Part 6, EMS Synthi AKS
- Richard Wright – Hammondorgel, ARP Solina String Ensemble, Minimoog Synthesizer, Clavinet im Part 8, Elektronisches Piano im Part 8, Klavier im Part 9, Hintergrundgesang
- Nick Mason – Schlagzeug, Perkussion
- Dick Parry – Baritonsaxophon, Tenorsaxophon
- Carlena Williams – Hintergrundgesang
- Venetta Fields – Hintergrundgesang

## Andere Versionen
Teil eins von neun ist 1976 in der europäischen Version als B-Seite einer Single mit Have A Cigar erschienen.
Die Version auf der Kompilation A Collection of Great Dance Songs wurde zusammengeschnitten. Parts III, V, VI, VIII und IX wurden herausgenommen und die Parts IV und VII wurden verbunden durch das Gitarrensolo von Part IV.
Auch die Version auf der Compilation Echoes: The Best of Pink Floyd wurde entsprechend verändert. Das Gitarrensolo von Part III wurde herausgenommen, Part VI wurde verkürzt und die Parts VIII und IX wurden komplett entfernt. Die Parts V und VI wurden durch dasselbe Windgeräusch verbunden, das am Ende von Wish You Were Here auf dem Album verwendet wurde.
Auf Konzerten ab den 1980ern wurde das Stück sehr oft als Eröffnung gespielt, so auch auf den Live-Alben Delicate Sound of Thunder und Pulse. Dabei wurde entweder nur die erste Hälfte oder eine Zusammenstellung von Teilen aus beiden Hälften aufgeführt. David Gilmour spielte 2002 eine akustische Version nur mit akustischer Gitarre und Saxophon.